# Slatina (přítok Bahry)
Slatina je potok v okrese Ústí nad Labem v Ústeckém kraji v České republice, pramenící asi dva kilometry jižně od Krásného Lesa v Krušných horách v nadmořské výšce 710 metrů. Na jeho toku se nachází několik vodních ploch, a to kromě jiného rybníky Horní, Střední a Dolní. V minulosti tato rybniční soustava sloužila jako ochrana proti povodním. Zbytek jejího toku na území Česka prochází přírodním parkem Východní Krušné hory, kde meandruje Mordovou roklí. V Německu následně pokračuje pod názvem Mordgrundbach, a u Barhau, necelých 2,5 kilometru od státní hranice, na jejím toku leží stejnojmenná retenční vodní nádrž (Rückhaltebecken Mordgrundbach) z roku 1966 s ovladatelným objemem 1,27 milionu m3. Potok svůj tok končí v Hellendorfu (části města Bad Gottleuba-Berggießhübel), kde se zleva vlévá do řeky Bahra, která pramení na české části Krušných hor asi 1,5 kilometrů od pramenné oblasti Slatiny pod názvem Petrovický potok. Náleží do mezipovodí vodního útvaru Petrovický potok/Bahra po soutok s tokem Gottleuba.